# 口永
口永（くちえい）とは、江戸時代に存在した付加税。年貢を米で納めた場合には口米が課されたのに対して、年貢を金銭で納めた場合に課された。口銭（くちせん）とも呼ばれるが、この場合には銭で納める場合に限定され、銀で納めた場合には口銀（くちぎん）と呼ばれていた。

## 概要
年貢及び口米は原則として米で納められていたが、畑作地域においては貨幣による納付が認められている地域があった。これは、中世において口米の代銭納が認められていたことによる。関東地方などでは、金貨が基本的な貨幣の地位を占めていたが、金貨1枚あたりの価値が高過ぎて少額の付加税の納付には不向きであったことから、元和2年（1616年）、江戸幕府は永楽通宝を元にした架空の貨幣である「永」という概念を定め、現実の金貨1両を永1000文と規定した上で、年貢永100文のあたり3文を口永として納付するように命じたのである。その後、寛永通宝の発行と九六銭慣行の広がりに伴って年貢永96文あたり3文（100文あたり3文1分2厘5毛）に改められた時期もあったが、享保5年（1720年）に旧制に復した。なお、地域によってこの税率が変わる場合もあり、関東と上方では口永の税率は前述の通りであるがこれとは別の税率を採用していた地方もあった（ただし、上方では畑作地域でも口米にて徴収されるケースが多かった）。
口永は代官所などの経費に充てられていたが、享保10年（1725年）以後、江戸幕府の代官所に納められた口永は全額幕府に納められ、代官所の経費は別途幕府から全額支給されることになった。これは、代官による口永の不当な徴収や口永不足による本年貢の代官所経費への流用などを防止するとともに代官に対する統制を強化するものであった。